# Мэтьюз, Лизель
Ли́зель При́тцкер Си́ммонс (англ. Liesel Pritzker Simmons; род. 14 марта 1984, Чикаго, США), более известная, как Лизель Мэтьюз — американская филантропка и бывшая актриса

. Она известна ролью Сары Кру в фильме «Маленькая принцесса», экранизации классики Фрэнсис Ходжсон Бернетт. Является членом влиятельной семьи Притцкер. В настоящее время известна как лидер в области импакт-инвестирования. В 2012 году она основала организацию Blue Haven Initiative.

## Юность
Лизель Энн Притцкер родилась в Чикаго, штат Иллинойс, в влиятельной семье Ирен (урождённой Драйбург) и Роберта Притцкера. Её отец основал компанию Marmon Group вместе со своим братом Джеем Притцкером. Является еврейкой по отцу и австралийкой по матери. Её родители познакомились во время работы в принадлежащем Притцкеру отеле Hyatt в Австралии. Они поженились в 1980 году и развелись в 1989 году. У неё есть родной брат, Мэтью Притцкер, и трое сводных братьев и сестер.
Её назвали в честь героини мюзикла «Звуки музыки» Лизель фон Трапп. Её семья контролирует кредитное бюро TransUnion и круизные линии Royal Caribbean. Семья Притцкер находится на первом месте в списке "Богатейших семей Америки" журнала Forbes с тех пор, как этот список был составлен в 1982 году. Лизель окончила среднюю школу Нью-Трира за пределами Чикаго и поступила в Колумбийский университет, который окончила в 2006 году.

## Карьера
Лизель Притцкер взяла имя Лизель Мэтьюз в честь своего брата Мэтью и чтобы избежать конфликта между её разведёнными родителями по поводу того, должна ли она использовать имя своего отчима и быть известной как Лизель Притцкер-Бэгли.
Она дебютировала на профессиональной сцене в роли Глазастика (в оригинале - Скаут) в постановке «Убить пересмешника» в Чикаго. Она получила премию Театрального мира за свое выступление в пьесе «Винсент в Брикстоне». В 1995 году она сыграла главную роль в фильме «Маленькая принцесса» Альфонсо Куарона, а в 1997 году — в боевике «Самолёт президента».

## Судебный процесс
В 2002 году Притцкер, тогда студентка первого курса Колумбийского университета, подала иск на шесть миллиардов долларов против своего отца и одиннадцати старших двоюродных братьев, утверждая, что они незаконно присвоили деньги из трастов, созданных для неё и её брата Мэтью Притцкера. В начале 2005 года стороны урегулировали судебный процесс, который последовал за другим иском, начавшим процесс раздела семейного состояния одиннадцатью способами. В соответствии с соглашением Лизель и Мэтью получили примерно по 280 миллионов долларов наличными и получили больший контроль над другими трастами стоимостью около 170 миллионов долларов каждый.

## Филантропия
Лизель Притцкер является основателем Young Ambassadors for Opportunity (YAO), сети молодых специалистов, которые стремятся вдохновлять, обучать и вовлекать других в микрофинансирование. В июне 2009 года она пожертвовала 4 миллиона долларов организации "Оппортьюнити Интернэшнл" для содействия расширению услуг микрофинансирования в Африке. Она является соучредителем Фонда ВПЛ, Inc. и инициативы "Голубая гавань".

## Личная жизнь
Притцкер замужем за Иэном Симмонсом, они живут в Бостоне, штат Массачусетс.

## Фильмография
| Год  | Название            | Роль         | Примечание                              |
| ---- | ------------------- | ------------ | --------------------------------------- |
| 1995 | Маленькая принцесса | Сара Кру     | Номинация на премию Young Artist Awards |
| 1997 | Самолёт президента  | Элис Маршалл |                                         |
| 2000 | Взрыв               | Джесси       |                                         |